# سرمان
سرمان أو حجل (الاسم العلمي Aeshna)، جنس حشرات مفترسة من السرمانيات. أنواعه عديدة تعيش قرب الماء قوتها الذباب والهوام وبعضها يفترس النحل.